# Nußgraben (Wern)
Der Nußgraben ist ein etwas über 1 Kilometer langer Bach in Bayern und ein westlicher und rechter Zufluss der Wern, der im unterfränkischen Landkreis Schweinfurt verläuft.

## Geographie

### Verlauf

#### Quellgebiet
Der Nußgraben entspringt in der Gemarkung des zu Niederwerrn gehörenden Gemeindeteils Oberwerrn auf einer Höhe von 275 m ü. NHN in einem Feld am Südwesthang des Hügels Lange Länge. Das im Schweinfurter Becken liegende Quellgebiet wird überwiegend von pleistozänen Löss mit feinsandigen und karbonatischen oder tonigen, feinsandigen und karbonatfreien Schluff geprägt, der von fruchtbarer Braunerde überlagert wurde.
Die  nur intermittierend schüttende Quelle liegt gut 100 Meter südlich der Gemeindegrenze von Poppenhausen zu Niederwerrn direkt an einem nordwärts zum Poppenhausener Gemeindeteil Kronungen  und südwärts nach Euerbach führenden Weg, auf dem  ein Fernwanderweg verläuft, der von Vacha über Fulda nach Schweinfurt führt und als Teilstrecke zum  überregionalen Netzwerk der Jakobswege gehört, auf denen schon ab dem Hochmittelalter Pilger nach Santiago de Compostela wanderten.
Knapp 600 Meter südlich von dort steht am Nordwesthang der Eubacher Höhe (265 m ü. NHN) das Stephanskreuz, ein sandsteinernes Kreuz aus dem 16. Jh. Rund um den Ursprung des Baches herum liegen etwa 1 Kilometer im Osten das Kirchdorf Oberwerrn, 1 Kilometer im Süden das Pfarrdorf Euerbach, ungefähr 1,3 Kilometer im Westnordwesten das zu Poppenhausen gehörende Pfarrdorf Kützberg und circa 0,9 Kilometer im Nordnordosten das Poppenhausener Pfarrdorf Kronungen.

#### Weiterer Verlauf
Der stark begradigte Nußgraben fließt zunächst, auf seiner rechten Seite begleitet vom  Fernradweg Jakobus Radpilgerweg (Fulda-Würzburg-Rothenburg ob der Tauber), in einem schmalen und baumlosen Grünstreifen knapp 100 Meter ostwärts durch eine intensiv landwirtschaftlich genutzte Zone. Der Bach knickt dann leicht nach Ostsüdosten ab, läuft dann, gesäumt von einer Baumgalerie, zwischen der Flur Am Gries auf seiner rechten Seite und der Flur Am Kurzbergerpfad auf der linken weiterhin durch Ackerland. Etwas bachabwärts verschwindet er verrohrt im Untergrund und unterfließt die B 19 und gleich danach die A 71.
Jenseits der Autobahn taucht knapp 100 Meter später in der Flur Griesgraben der Bach wieder an der Oberfläche auf und führt ab da nunmehr ganzjährig Wasser. Ungefähr 150 Meter im Nordnordwesten steht östlich der A 71 an einem Feldweg ein Wegkreuz und gut 300 Meter im Süden direkt neben der SW 10 ein Bildstock mit Tischsockel mit einem runden Schaft und einem rundbogigen Aufsatz mit Kreuzigung und Seitenfiguren.
Während die südlichen Hänge dort weiterhin von pleistozänen Löss mit überwiegend Parabraunerde geprägt werden, stehen im Norden Obere Tonstein-Gelbkalkschichten in Wechsellagerung von Sedimenten aus Ton-, Mergelgestein und Dolomitgestein der Erfurt-Formation des Unteren Keupers der Mitteltrias an, die fast ausschließlich von Regosol und Pelosol bedeckt sind. Die Talfüllung besteht aus pleistozänen bis holozänen Lehmen oder Sanden, die fast ausschließlich von Kolluvisol überlagert sind. Der Bach fließt, beiderseits begrenzt von Baumreihen, durch Grünland, bildet einen winzigen Teich, neben dem südlich ein zweites Wasserbecken liegt, nimmt dann auf seiner rechten Seite seinen einzigen Zufluss, ein ganzjährig wasserführendes, etwa 100 Meter langes und namenloses Wiesenbächlein, auf und unterquert danach die Gleisanlage der Bahnstrecke Schweinfurt–Meiningen.
Südlich des Bachs, auf der anderen Seite des Radwegs, steht ein Funkmast und etwas südsüdöstlich davon, direkt westlich der Bahnhofstraße, ein weiteres Wegkreuz. Auf der anderen Seite, knapp 200 Meter im Norden, liegen  südwestlich der Storchmühle an der Gemeindegrenze von Oberwerrn zu Poppenhausen die Überreste einer vorgeschichtlichen Siedlung. Er läuft an den auf seiner rechten Seite liegenden Kleingärten vorbei und kreuzt dann den Storchmühlenweg, der Teil eines Fernwanderwegs ist, welcher als Zubringer den Unterfränkischen Jakobsweg mit der von Vacha und Fulda kommenden Teilstrecke verbindet, auf dem gleichzeitig auch der Wern-Radweg entlangläuft und der Jakobus-Radpilgerweg endet. Er verschwindet dann verrohrt im Untergrund und betritt die Flussaue der Wern. Der Auengrund ist gefüllt mit quartärem Sand und Kies, der teilweise unter  Flusslehm oder Flussmergel verborgen liegt und fast ausschließlich von Gley und Gley-Braunerde bedeckt ist.
Etwas später mündet schließlich der  aus dem Westen kommende Nußgraben auf einer Höhe von 236 m ü. NHN westlich der Marxmühle von rechts in die aus dem Norden heranziehende Wern.  Sein ungefähr 1,2 km langer Lauf endet etwa 39 Höhenmeter unterhalb seiner Quelle, er hat somit ein mittleres Sohlgefälle von circa 33 ‰.

### Einzugsgebiet
Das Einzugsgebiet des Nußgrabens liegt im Schweinfurter Becken und wird durch ihn über die Wern, den Main und den Rhein zur Nordsee entwässert.
Es grenzt
- im Süden an das Einzugsgebiet des Badersgrabens[21][22], der in Wern mündet;
- im Südwesten an das des Euerbachs, der über den Biegenbach in die Wern entwässert;
- im Westen an das des Kürzberger Bachs, der in den Euerbach mündet, und
- ansonsten an das Einzugsgebiet der Wern direkt oder an das ihrer kleineren und namenlosen Zuflüsse.

Im Einzugsgebiet dominieren landschaftliche Nutzflächen und nur im Mündungsbereich liegt das Siedlungsgebiet der Ortschaft Oberwerrn. Die höchste Erhebung ist die Lange Länge mit einer Höhe von  277 m ü. NHN im Nordwesten des Einzugsgebiets.

### Flusssystem Wern
- Fließgewässer im Flusssystem Wern